# Рибопьер
Рибопьер — дворянский и графский род.

## Происхождение и история рода
Род происходит из кантона Ваадт в Швейцарии, где предки Рибопьеров, по официальной версии, были издревле патрициями. По документам история рода не идёт далее XVII века.
Родоначальник в Российской империи — Иван Степанович Рибопьер выехал в Россию, офицер российской гвардии (1778), бригадир, убит при штурме Измаила (1790), женат на Агриппине Александровне Бибиковой (1778-1812). Их дочери: Елизавета — жена тайного советника Александра Александровича Полянского,  Екатерина — жена Афанасия Васильевича Зыбина.

## Графы Рибопьер
Сын родоначальника — Александр, обер-камергер, член государственного совета, получил русское графское достоинство (26 августа 1856). Благодаря браку с внучатой племянницей Потёмкина-Таврического унаследовал земли в Новороссии, включая Банное. Дочь И. С. Рибопьера Анастасия была замужем за итальянским врачом Симоном Мазаровичем, ставшим впоследствии видным российским дипломатом, русским посланником в Персии. Последним Рибопьером в России был внук А. И. Рибопьера Георгий Иванович (1854—1916), стоявший у истоков олимпийского движения в России.

### Известные представители
- Граф Рибопьер Иван Александрович — женат на княжне Софьи Васильевне Трубецкой.
- Графиня Аглаида Александровна — жена борона Зенден.
- Графиня Софья Александровна — жена Василия Павловича Голенищева-Кутузова.
- Графиня Мария Александровна — жена прусского посла Брасенье-де-Сен-Симон.
- Графиня Татьяна Александровна — жена князя.Николай Борисович Юсупов (младший)
- Графиня Алиса Ивановна — фрейлина, жена князя Павла Ивановича Кантакузена.
- Графиня Софья Ивановна — жена барона Фитингофа.

## Описание герба
В синем поле серебряная стена с тремя островерхими башнями на каждой из которых сидит серебряный же аист. В главе щита в золотом поле возникающий императорский российский орёл.
Нашлемники: средний — императорский российский орёл, боковые — два аиста. Щитодержатели — два аиста.